# Horyn
La rivière Horyn (en ukrainien : Горинь), Haryn (en biélorusse : Гарынь) ou Goryne (en russe : Горынь) est une rivière d'Ukraine et de Biélorussie et un affluent droit de la rivière Pripiat ou Prypiaz. Elle coule dans le sud-ouest de la plaine d'Europe centrale et orientale et fait partie du système fluvial du Dniepr.

## Géographie
L'Horyn a une longueur de 659 km et draine un bassin de 22 700 km2. La rivière Sloutch est un important affluent de l'Horyn. La rivière atteint une largeur maximale de 80 m et une profondeur maximale de 16 m.
L'Horyn prend sa source dans les hauteurs de Podolie (oblast de Ternopil), en Ukraine. Son cours traverse ensuite les oblasts de Khmelnitski et de Rivne, en Ukraine, et la voblast de Brest, en Biélorussie, où elle se jette dans la Pripiat. Son cours supérieur traverse les hauteurs de Podolie. Depuis sa source la rivière se dirige vers l'est jusqu'à Iziaslav et décrit ensuite un S en direction du nord en passant à Slavouta et Ostroh. Près de la ville de Netichyn, l'eau de l'Horyn est utilisée pour refroidir la centrale nucléaire de Khmelnitski. En passant près de Rivne, elle remonte vers le nord et franchit la frontière biélorusse. Une zone marécageuse se trouve sur le cours inférieur de l'Horyn, qui coule dans la partie drainée du marais de Pinsk. Autrefois, ce territoire était régulièrement inondé au printemps. Le cours inférieur de l'Horyn est navigable.

## Villes
Les principales villes situées sur le cours de l'Horyn sont : Vychnivets, Iziaslav, Slavouta, Netichyn, Ostroh, Hochtcha, Doubrovytsia et Stoline.